# Кевин Гарнет
Кевин Гарнет (на английски: Kevin Garnett) е бивш американски баскетболист. Най-дълго е играл за Минесота Тимбърулвс. Висок е 211 см и играе на позицията тежко крило (power forward).
Олимпийски шампион от Игрите в Сидни през 2000 с националния отбор на САЩ. В кариерата си има и една спечелена шампионска титла в НБА през 2008.

## Кариера
Ранни години
Роден в Грийнвил, в Южна Каролина, Кевин отрано тръгва по стъпките на баща си, който също като него е играл на позицията център в гимназията и местните лиги. Заради инцидент при който група негови чернокожи съученици пребиват бяло момче, Кевин е арестуван въпреки че само присъства и не участва в побоя. Така звездата на гимназията е принуден да се премести в Чикаго през последната си година в училище, за да избегне по-големи неприятности. Там Гарнет отново е звездата на гимназиалния отбор, бележейки средно 25 точки и 18 борби на мач. Избран е от USA Today за Най-добър гимназиален играч в Америка.
НБА
През 1995 е избран под номер 5 в драфта на НБА, влизайки в лигата директно от гимназията. Първият отбор на Кевин е Минесота Тимбърулвс, за който играе цели 12 сезона до 2007. През 2004 печели наградата за MVP в редовния сезон.
През 2007 преминава в Бостън Селтикс и успява да помогне на отбора да спечели своята 17-а титла в Лигата. От 1997 до 2011 е неизменен участник в Мача на звездите, а през 2003 печели и званието Най-добър играч (MVP) в Мача на звездите.

## Интересни факти
- В гимназията освен баскетбол играе и футбол. Фен е на отбора на Челси.
- Сред прякорите му най-известните са Big Ticket и Da Kid.
- Женен е и има дъщеря Капри (родена 2008).
- Номерът с който играе (5), символизира номера, под който е избран в драфта.